# Neprobylice
Neprobylice là một làng thuộc huyện Kladno, vùng Středočeský, Cộng hòa Séc.